# Pseudocalotes brevipes
Pseudocalotes brevipes — вид ігуаноподібних ящірок родини агамових (Agamidae). Мешкає в Китаї і В'єтнамі.

## Поширення і екологія
Pseudocalotes brevipes мешкають на півночі В'єтнаму та в провінції Гуансі на півдні Китаю. Вони живуть у вологих тропічних лісах, на висоті понад 270 м над рівнем моря.